# Gynopterus dubius
Gynopterus dubius is een keversoort uit de familie klopkevers (Ptinidae). De wetenschappelijke naam van de soort werd in 1837 gepubliceerd door Sturm.